# Harold McCormick

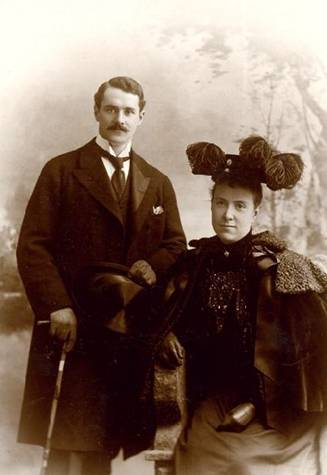
Harold McCormick avec sa femme Edith Rockefeller (1895).

Harold McCormick, né le 2 mai 1872 et mort le 16 octobre 1941, est un homme d'affaires américain qui fut président du conseil d'administration d'International trucks et membre de la famille McCormick (en). En 1948, il est décoré à titre posthume de la médaille Henry Laurence Gantt par l'American Management Association et l'American Society of Mechanical Engineers.

## Biographie
Harold Fowler McCormick est né à Chicago le 2 mai 1872 d'un père inventeur, Cyrus Hall McCormick, et d'une mère philanthrope Nancy Fowler (en),. Dans les années 1890, il participe à l'US Open de tennis. En 1895, il épouse Edith Rockefeller (en), la dernière des filles du cofondateur de la Standard Oil, John D. Rockefeller, et de l'institutrice Laura Spelman. McCormick devient le troisième administrateur fiduciaire de la Fondation Rockefeller, de même que pour l'université de Chicago, créée par Rockefeller. Lui et Edith ont cinq enfants avant de divorcer en décembre 1921 :
En 1902, à la suite du décès d'un de ses fils, lui et son épouse fondent le  Memorial Institute for Infectious Diseases de Chicago.
- John Rockefeller McCormick (24 février 1896 – 2 janvier 1901), mort jeune de la scarlatine.
- Editha McCormick (17 septembre 1897 – 11 juin 1898)
- Harold Fowler McCormick Jr. (15 novembre 1898 – 6 janvier 1973)[6], qui épouse Anna Urquhart Brown Potter, divorcée de James Stillman (en) et fille de James Brown Potter et de Mary Cora Urquhart.
- Muriel McCormick (1903 – 18 mars 1959)[7]
- Mathilde McCormick (8 avril 1905 – 18 mai 1947)[8]

En tant qu'officier de l'Aéro Club de l'Illinois, fondé le 10 février 1910, McCormick en devint le troisième président en 1912, après Octave Chanute et James E. Plew (en),.
En 1914, McCormick, Plew, et Bion J. Arnold tentent de fonder une ligne aérienne régionale (en) qui doit entrer en service en mai, « utilisant des hydravions pour transporter des passagers entre diverses banlieues de la Côte-Nord et Grant Park et le South Shore Country Club, dont il est le fondateur. Lake Shore Airline, qui dispose de deux hydravions, est destinée à être une entreprise à but lucratif demandant un tarif aller-retour élevé de 28$ entre Lake Forest et le centre-ville de Chicago sur quatre vols réguliers quotidiens. Cependant, la météo changeante de Chicago, en particulier les vents de travers, empêche la bonne tenue des horaires, et la compagnie aérienne disparaît avant la fin de l'année, ».
McCormick épouse la cantatrice polonaise Ganna Walska en 1922. Ils divorcent en 1931.
Pendant la période de transition entre ces deux femmes, McCormick cherche à se fortifier en subissant une opération du chirurgien Serge Voronoff, spécialisée dans la transplantation de glandes animales chez les hommes vieillissants souffrant d'impuissance sexuelle. Il réside au 1000 Lake Shore Drive à Chicago et devient président du conseil d'administration de International trucks en 1935, remplaçant son frère aîné Cyrus McCormick Jr. (en).
McCormick meurt le 16 octobre 1941 d'une hémorragie cérébrale chez lui à Beverly Hills en Californie,.

## Postérité
Orson Welles affirme que la promotion forcée de McCormick de la carrière d'opéra de sa femme Walska, en dépit de sa renommée de mauvaise chanteuse, eut une influence directe sur le scénario de Citizen Kane (en) dans lequel le personnage principal fait la même chose avec sa seconde femme:497. Samuel Insull, président d'un empire de services publics qui comprend Commonwealth Edison, est une autre influence:49, tout comme William Randolph Hearst:78.